# Au diable la vertu
Au diable la vertu è un film francese del 1953 diretto da Jean Laviron.
Il film è basato sull'opera teatrale Elle attendait ça di Jean Guitton.